# Nhà thờ chính tòa Ban Mê Thuột
Nhà thờ Thánh Tâm (số 02 đường Phan Chu Trinh, phường Buôn Ma Thuột, tỉnh Đắk Lắk) là nhà thờ chính tòa của giáo phận Ban Mê Thuột. Vùng đất xây dựng nhà thờ hiện nay vốn là Giáo họ Ban Mê Thuột, một cơ sở truyền giáo đầu tiên của vùng đất Cao nguyên Trung phần. Nhà thờ chính tòa Ban Mê Thuột cách Hà Nội 1.298 km và cách Thành phố Hồ Chí Minh 345 km.

## Lược sử[1]
Ngày 15 tháng 8 năm 1934, tại vị trí nhà thờ hiện hữu một Nhà nguyện mái tranh vách đất đã được dựng lên. Ngôi Nhà Nguyện này về sau đã được cơi nới và lợp lại tôn vào năm 1954 khi có một số bổn mạng từ KonTum lên lập cư tại Ban Mê Thuột.
Sau này các nữ tu Vinh Sơn đã xây một Nhà Nguyện mới trên nền Nhà Nguyện tiên khởi
Ngày 30 tháng 3 năm 1937, giám mục Jannin Phước, Giám mục Địa phận Kontum đã nâng Giáo họ Ban Mê Thuột lên hàng giáo xứ và chủ tọa lễ nhậm chức của Cha sở tiên khởi Phêrô Nguyễn Đắc Cẩn
Tháng 9 năm 1956, giám mục Seitz Kim bổ nhiệm Cha JB. Trần Thanh Ngoạn làm Chánh xứ và linh mục này đã xây dựng Nhà thờ lớn thị xã, hiện nay là Nhà thờ chính tòa Ban Mê Thuột. Nhà thờ xây đúng một năm và được khánh thành vào Chúa nhật II sau Lễ Phục sinh năm 1959.
Nhà thờ chọn ngày lễ bổn mạng là Lễ Thánh Tâm Chúa Giêsu vào tháng 6 hằng năm

## Tổng quan
Nhà thờ có chiều dài 45m, rộng 12m, mỗi cánh Thánh Giá 12m x 12m. Tổng diện tích 828m², trừ cung thánh, với sức chứa 1.200 chỗ ngồi.
Ban đầu khoảng 45 hộ trong khu vực gần nhà thờ và ở rải rác trong các đồn điền, từ nhiều địa phương đến. Sau phong trào di cư năm 1954, số giáo dân đã lên đến 4000. Hiện nay số giáo dân trên 11.000 người, trong đó: người kinh: 10.579 người; dân tộc Êđê: 521 người. Đời sống kinh tế của bà con giáo dân đa dạng với nhiều ngành nghề: buôn bán, làm nông, công nhân viên, bác sĩ, kỹ sư,...

## Linh mục sáng lập xứ
Phêrô Nguyễn Đắc Cẩn (1937-1938).
Giáo xứ không có linh mục suốt 4 năm. Các linh mục quản xứ tiếp theo:
Romeuf Phương (1942- 1956)
JB. Trần Thanh Ngoạn (1956-1966)
Giuse Trịnh Chính Trực (1966-1971)
Augustinô Nguyễn Văn Tra (1971-1975)
Yoan Kim Nguyễn Đức Oánh (1975-1976)
Antôn Vũ Thanh Lịch (1976-1991)
Đaminh Hà Duy Khâm (1991- 2015)
Giuse Trịnh Văn Hân (2015- nay)

## Linh mục phó xứ
Bianchetti Bạch đặc tránh dân tộc Thượng BMT (1952)
JB. Lưu Phương (1952)
Yacôbê Nguyễn Tấn Đường (1953-1954)
Giuse Trịnh Chính Trực (1954-1956)
Phêrô Nguyễn Văn Bân (1956-1966)
Gioan Nguyễn Trí Thức (1957- 1958)
Micae Hoàng Phú Bảo (1958-1960)
Đaminh Đinh Minh Hiền (1964-1966)
Giuse Đào Xuân Thanh (1966-1970)
Anrê Lê Trần Bảo (1970-1973)
Giuse Trần Văn Phúc (1973-1975)
Giuse Nguyễn Ngọc Quế (1975-1980)
FX. Phạm Bá Lễ (1980-1990)
Phaolô Đậu Văn Hồng (1990-1992)
Phêrô Bùi Văn Thục (1994-2000)
JB. Nguyễn Đình Lượng (1998-2005)
JB. Cao Thanh Tâm (2000-2005)
JB. Trần Thượng Uyển (2005- nay)
Giuse Phan Quảng Đại (2005-2009)
Nicolas Lưu Nhất Tâm (2010 - 2014)
Giuse Hồ Ngọc Vũ (2014-2015)
Giuse Hoàng Quang Trí (2014- nay)

## Các cộng đoàn dòng tu trong giáo xứ

### Dòng Lasan
Đến Giáo xứ từ năm 1959, chuyên lo về giáo dục. Mở trường Trung Tiểu học đầu tiên vào niên khóa 1959-1960. Hoạt động đến năm 1975. Hiện nay các Sư huynh mở Nhà lưu trú học sinh nam 01 Nguyễn Văn Trỗi.

### Dòng Nữ Vương Hòa Bình
Dòng Nữ Vương Hòa Bình là Hội dòng của Giáo phận, mang bản chất tông đồ thừa sai. Làm việc mục vụ tại các giáo xứ, giáo điểm; thi hành các công tác bác ái, giáo dục, huấn nghệ, y tế, cứu tế. Trụ sở chính của dòng: 204 Xô Viết Nghệ Tĩnh, TP. Buôn Ma Thuột; Các hoạt động giáo dục: Trường mầm non Họa Mi, Nhà lưu trú học sinh nữ.

### Dòng Nữ tử bác ái Vinh Sơn
Đến Giáo xứ từ năm 1953. Mở trường nữ và cô nhi viện. (Địa điểm hiện nay là trường Mầm non 10/3 và trường Cấp II Phan Chu Trinh). Hiện nay các soeur mở trường Mầm non Hoa Cúc; mở lớp Tình thương.

### Dòng Phaolô
Đến Giáo xứ từ năm 1975 mở các lớp mẫu giáo và Nhà lưu trú học sinh. Mở lớp dạy trẻ khuyết tật (trường Vi Nhân)